# Géographie de l'Afrique du Sud
L'Afrique du Sud occupe toute la partie australe de l'Afrique. Son littoral couvre plus de 2 850 km allant de la frontière désertique avec la Namibie sur l'Océan Atlantique à l'ouest, jusqu'à la frontière avec le Mozambique sur l'Océan Indien au nord-est. La zone côtière inférieure est étroite sur une grande partie de cette surface, cédant la place à un escarpement montagneux (Great Escarpment) qui sépare la côte du plateau élevé. À certains endroits, notamment dans la province du KwaZulu-Natal, à l'est, une plus longue distance sépare la côte de l'escarpement. Bien que la majeure partie du pays soit classée comme semi-aride, le climat ainsi que la topographie varient considérablement. 
Le plateau central sud-africain n'a que deux fleuves principaux : le Limpopo et l'Orange qui traversent le paysage central avec un débit variable d'est en ouest et se jettent dans l'océan Atlantique près de la frontière namibienne. 
Les régions côtières de l'est et du sud sont irriguées par de nombreux cours d'eau plus restreints. Il y a très peu de rivières côtières le long de la côte ouest qui est aride.  
Dans un pays aussi sec, les barrages et l'irrigation sont extrêmement importants : le plus grand barrage est le Gariep situé sur le fleuve Orange.

## Situation
L'Afrique du Sud est bordée au nord par le Botswana, la Namibie, le Zimbabwe, à l'est par le Mozambique, l'Eswatini, et l'Océan Indien, à l'ouest par l'Océan Atlantique. À l'intérieur de son territoire se trouve le Lesotho.

## Géographie physique: généralités
Comme une grande partie du continent africain au sud du Sahara, le paysage de l'Afrique du Sud est dominé par un haut plateau central entouré de basses terres côtières. Ce plateau est bordé par le grand escarpement qui s'étend vers le nord jusqu'à environ 10° au sud de l'équateur (c'est-à-dire en Angola à l'ouest et dans l'escarpement de Muchinga en Zambie à l'est).

### Relief et géomorphologie

#### Grand Escarpement
En Afrique du Sud, le plateau est à son plus haut niveau à l'est où son arête varie en altitude entre 2 000 m et 3 300 m. Cette bordure du plateau, qui descend brusquement vers la plaine côtière, forme un escarpement très élevé et connu sous le nom de Drakensberg. Les étendues sud et ouest de l'escarpement ne sont pas aussi hautes que le Drakensberg, mais sont également connues sous une grande variété de noms locaux, toutes appelés « montagnes » (ou « berge » en afrikaans) malgré le fait qu'il fasse partie d'un escarpement dont le sommet est le plateau central. 

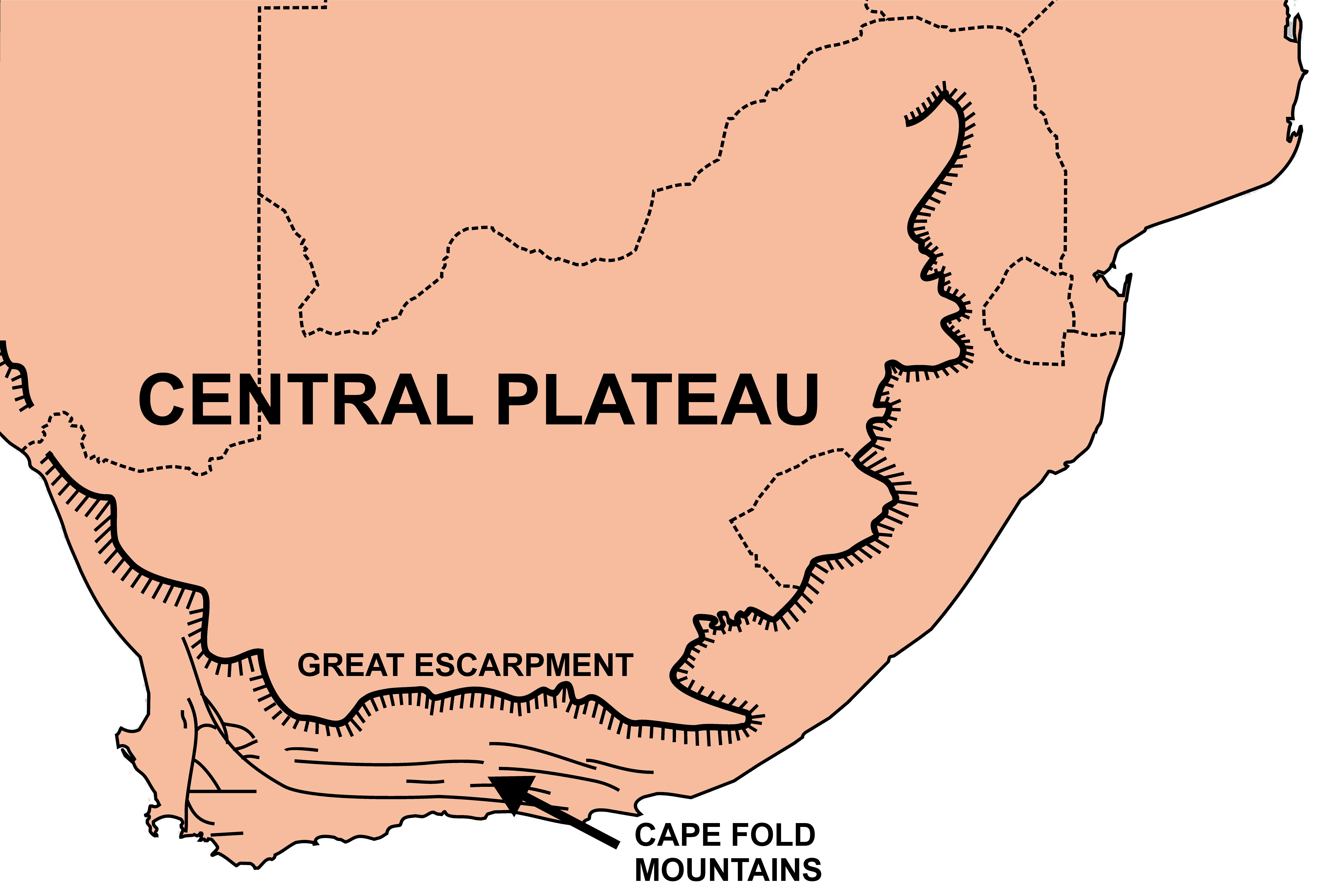
Le plateau central d'Afrique australe bordé par le grand escarpement.

Depuis la plaine côtière, l'escarpement ressemble à une chaîne de montagnes, d'où ces noms. La partie du Grand Escarpement, qui pourrait être désignée comme « montagne », constitue la frontière internationale entre le KwaZulu-Natal et le Lesotho. Les hautes terres du Lesotho forment un sommet situé sur le plateau central. En effet, elle est recouverte d'une couche de lave résistante à l'érosion de 1 400 m d'épaisseur qui s'est formée et s'est répandue dans la majeure partie de l'Afrique australe alors qu'elle faisait encore partie du Gondwana,. La majeure partie de cette lave s'est érodée avec une couche de roches sédimentaires du Karoo de plusieurs kilomètres d'épaisseur sur laquelle la lave s'est déversée il y a 182 millions d'années. Il ne reste qu'une petite partie de cette lave qui recouvre une grande partie du Lesotho. Elle a été profondément érodée par les affluents du fleuve Orange qui assèchent ces hautes terres vers le sud-ouest (c'est-à-dire à l'écart de l'escarpement). C'est ce qui donne à cette région de haute altitude son aspect très accidenté et montagneux.

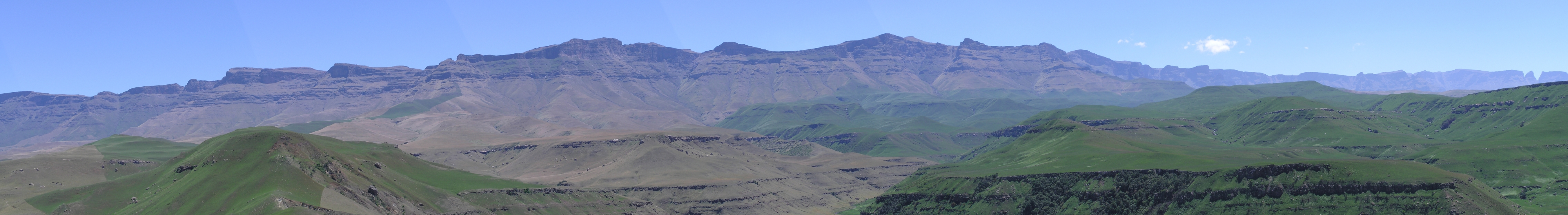
Panorama de la région du Giant's Castle de Drakensberg, la plus haute partie de l'Escarpement. Ici, l'escarpement est recouvert d'une couche de lave résistante à l'érosion de 1400 m, qui couvrait la majeure partie de l'Afrique australe il y a 182 millions d'années. Il ne reste qu'un petit vestige de cette couche de lave sur le plateau, ne couvrant qu'une partie du Lesotho, ce qui explique la grande hauteur du Grand Escarpement à la frontière Lesotho/KwaZulu-Natal.

#### Plateau Central

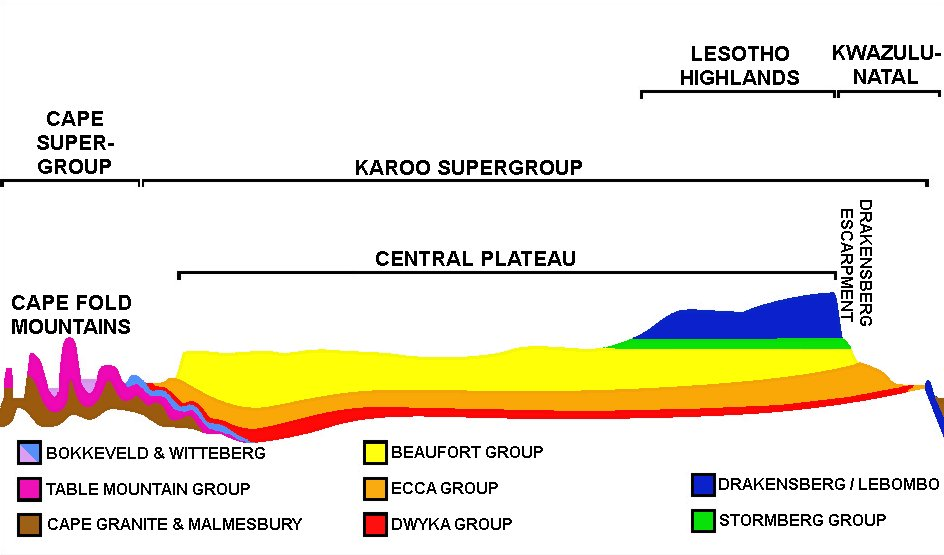
Une coupe transversale sud-ouest/nord-ouest approximative à travers l'Afrique du Sud avec la péninsule du Cap (avec la Montagne de la Table) à gauche, et le nord-est du KwaZulu-Natal à droite. Diagramme et seulement à l'échelle approximative. Il montre les principales structures géologiques (couches colorées) qui dominent le sud et l'est du pays, ainsi que la relation entre le plateau central, les montagnes du Cap Fold et l'escarpement du Drakensberg.

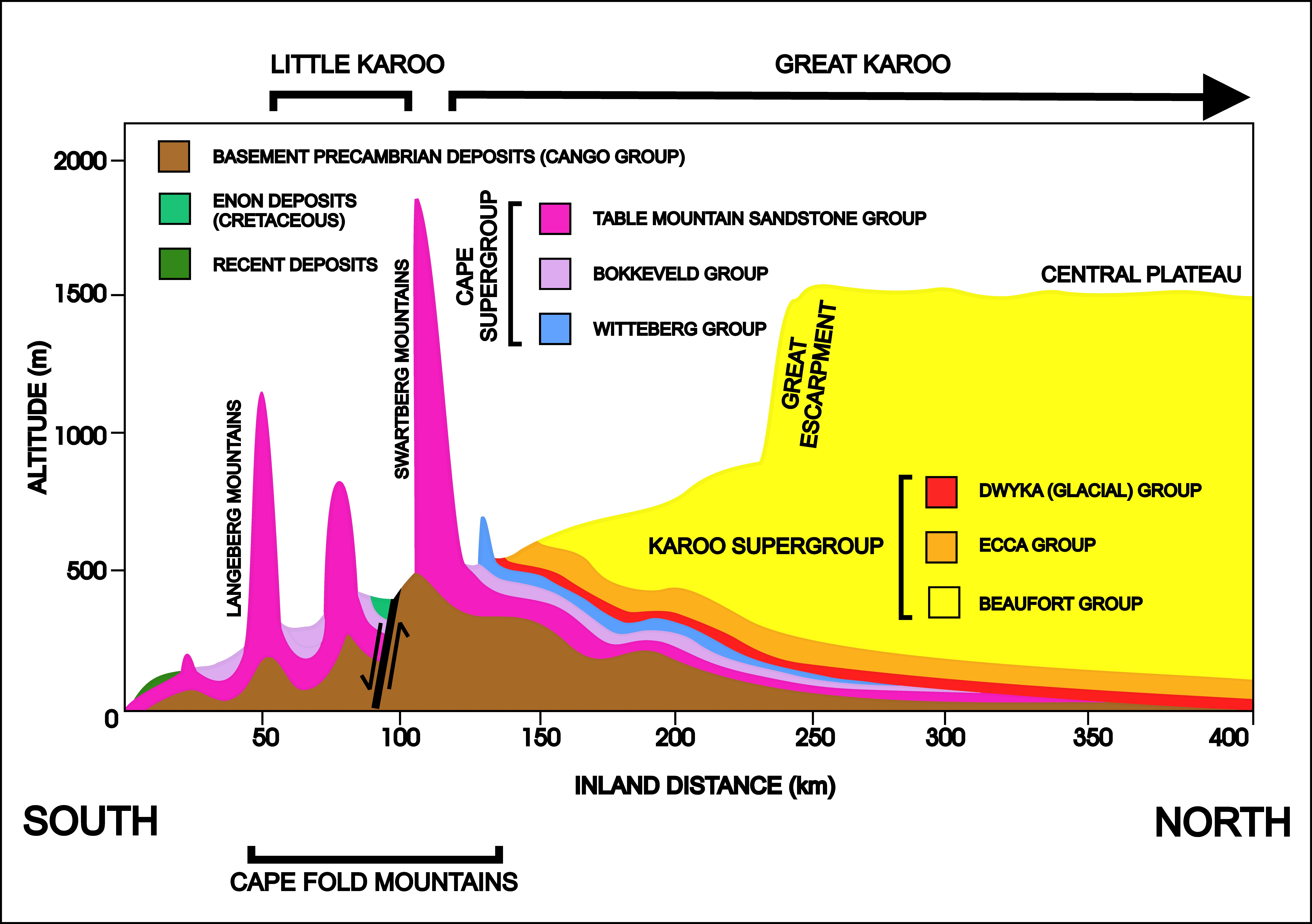
Schéma d'une coupe transversale nord-sud de 400 km à travers la partie sud du pays près de Calitzdorp dans le Petit Karoo (environ 21° 30' E), montrant la relation entre les montagnes du Cap Fold (et leur structure géologique) et la géologie du Petit et Grand Karoo, ainsi que la position du Grand escarpement. Le code de couleur des couches géologiques est le même que celui utilisé dans le diagramme de droite. La lourde ligne noire flanquée de flèches opposées est la faille qui s'étend sur près de 300 km le long de la bordure sud des monts Swartberg. La chaîne de montagnes Swartberg doit une partie de sa grande hauteur au soulèvement le long de cette ligne de faille. Les structures souterraines ne sont pas à l'échelle

Le plateau central (à l'exception des hautes terres du Lesotho) forme une surface largement plate et inclinée qui, comme indiqué ci-dessus, est la plus élevée à l'est et légèrement inclinée à l'ouest (environ 1 000 m d'altitude). La pente ascendante vers le sud est moins prononcée (les bords sud et sud-ouest du plateau sont à environ 1 600 m à 1 900 m d'altitude). Le plateau s'incline également vers le nord, à partir de la ligne de latitude 25° 30' S environ, dans une vallée du rift vieille de 150 millions d'années qui s'enfonce dans le plateau central et qui détruit localement le grand escarpement formant ce que l'on appelle maintenant le Lowveld, situé à moins de 500 m d'altitude. Les rivières qui irriguent le plateau s'écoulent donc vers l'ouest, pour finalement se jeter dans l'océan Atlantique par le fleuve Orange. Au nord du Witwatersrand, où le terrain commence à déniveler vers le nord, le ruissellement se fait dans le Limpopo pour rejoindre ensuite l'océan Indien. 

#### Plaine côtière

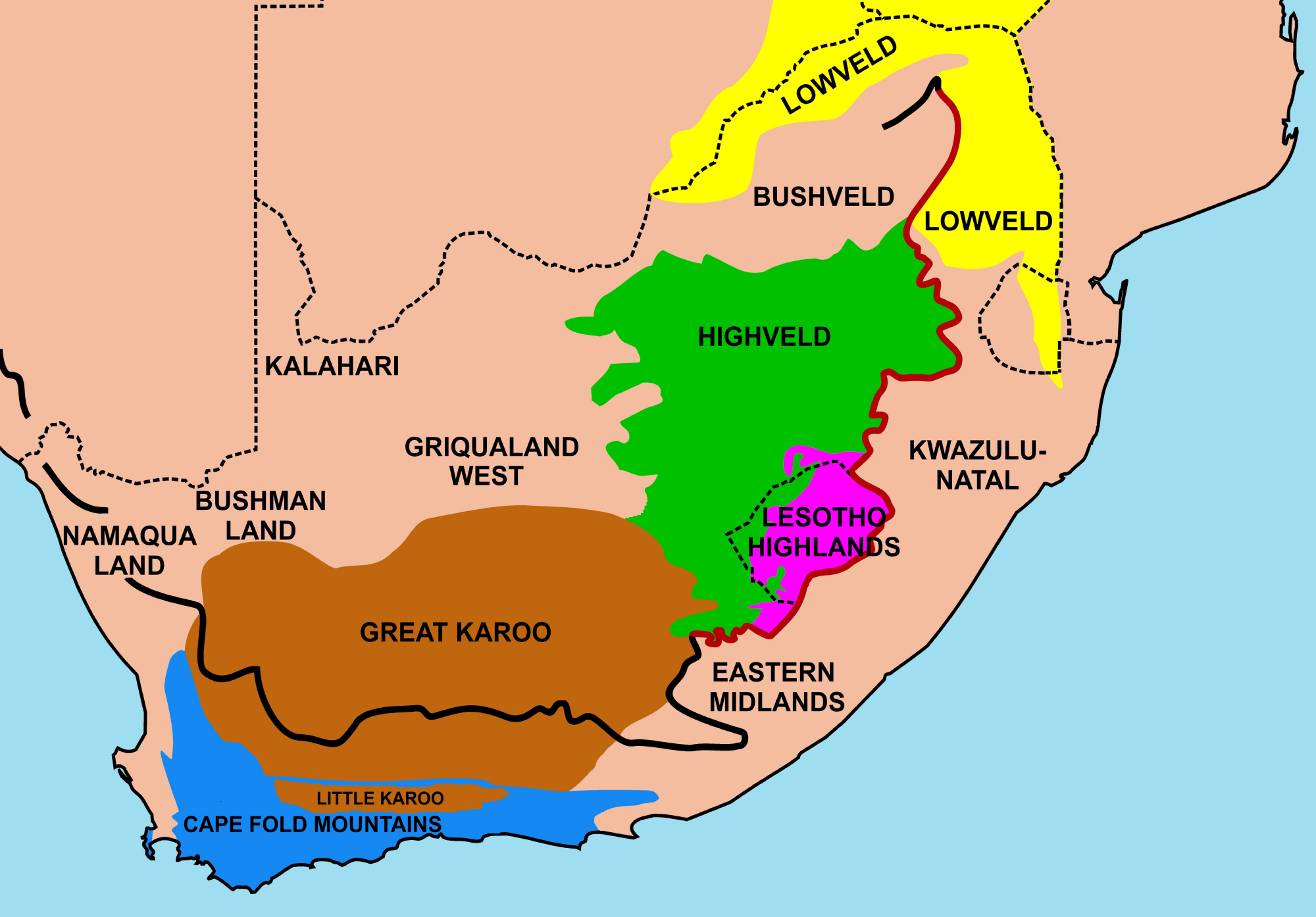
Importantes régions géographiques d'Afrique du Sud. La ligne épaisse trace le cours du Grand Escarpement qui borde le plateau central. La partie est de cette ligne, de couleur rouge, est connue sous le nom de Drakensberg. L'escarpement s'élève à son point culminant, à plus de 3000 m, où le Drakensberg forme la frontière entre le KwaZulu-Natal et le Lesotho. Aucune des régions indiquées sur la carte n'a de frontières bien définies, sauf lorsque l'escarpement ou une chaîne de montagnes constitue une ligne de démarcation nette entre deux régions.

La plaine côtière, dont la largeur varie d'environ 60 km au nord-ouest et à plus de 250 km au nord-est, est généralement inclinée vers le bas, du pied de l'escarpement à la côte. De nombreux cours d'eau relativement petits irriguent la zone, plus nombreux dans les régions du KwaZulu-Natal et du Cap-Oriental, où ils se trouvent sur les pentes bien arrosées du haut escarpement, qu'ailleurs. Dans l'ouest, il y a très peu de rivières en raison de la sécheresse de la région.

#### Montagnes Cape Fold
Au sud et au sud-ouest, la plaine côtière contient une série de chaînes de montagnes parallèles à la côte. Il s'agit des monts Cape Fold, dont les roches ont été déposées il y a entre 510 et 350 millions d'années, puis plissées parallèlement par la collision du plateau Falkland au sud de ce qui allait devenir l'Afrique quand il faisait partie du Gondwana. Cette série de plis parallèles se présente sous la forme d'un « L », la partie ouest s'étendant du nord au sud et la partie est d'est en ouest, pour une longueur totale d'environ 800 km. L'angle droit du « L » se trouve dans le sud-ouest du pays, juste à l'intérieur des terres entre la péninsule du Cap et de Le Cap. Ces plis s'étendent le long de la côte au sud et ne font pas plus de 100 km de large au total sur la plus grande partie de leur longueur. À l'ouest, elles sont séparées de la côte par une plaine littorale prononcée. 

Formations rocheuses plissées du Swartberg. Ce pliage extrême est caractéristique de toutes les chaînes de montagnes du Cap Fold.

Les sols des longues vallées entre les chaînes de montagnes parallèles sont constitués de sols fertiles composés de mudstones érodés appartenant au groupe Bokkeveld du Cape Supergroup par opposition aux sols sableux et pauvres en nutriments des montagnes de grès quartzitique, de part et d'autre des vallées. Cependant, les précipitations sont en général faibles, à la limite de la zone semi-aride (ou semi-aride dans le Petit Karoo, par exemple). L'agriculture, qui comprend la viticulture et l'arboriculture fruitière, dépend donc de l'irrigation à partir de rivières dont les sources se trouvent en montagne et sont souvent recouvertes de neige en hiver.   
Le Petit Karoo est célèbre pour son élevage d'autruches, d'abord à la fin des années 1800, pour ses plumes, mais aujourd'hui on y trouve du cuir d'autruche et de la viande d'autruche, très maigre et particulièrement savoureuse.   
Les monts Cape Fold sont séparés du grand escarpement par une plaine d'environ 100-150 m de large connue sous le nom de Karoo inférieur (à ne pas confondre avec le « Petit Karoo ») à une altitude d'environ 600-800 m. Géologiquement et géographiquement, les monts Cape Fold et le grand escarpement sont très différentes et indépendantes.  

#### Littoral

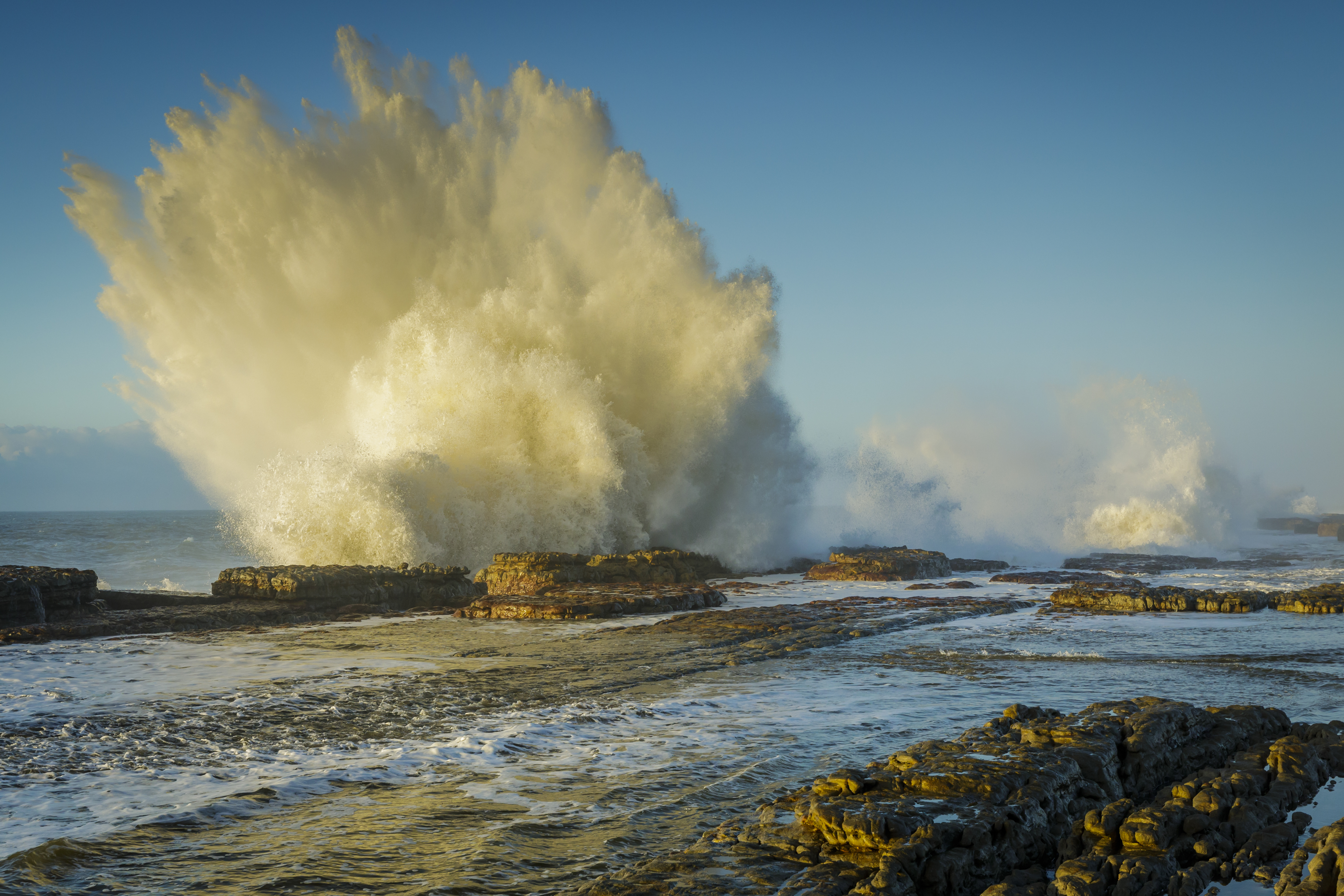
Vagues à Luputhana sur des terrasses rocheuses de la cote de l'Afrique du Sud à Luputhana. Mars 2023.

Le littoral de l'Afrique du Sud est remarquablement lisse, avec très peu de ports naturels. La raison en est que l'Afrique australe a été continuellement rehaussée au cours des 180 derniers millions d'années, et surtout au cours des 20 derniers millions d'années. Le littoral actuel faisait donc autrefois partie du plateau continental sous-marin, qui contient très peu de gorges ou de ravins profonds. En revanche, une côte qui s'affaisse, comme celle de la Norvège, a tendance à s'enfoncer profondément là où la mer a inondé d'anciennes gorges fluviales et vallées glaciaires.

### Points extrêmes
Voici une liste des points extrêmes de l'Afrique du Sud, les points qui sont plus au nord, au sud, à l'est ou à l'ouest que tout autre endroit du pays.
Comprenant les îles du Prince-Édouard :
- Point le plus au nord : Au-dessus de la ferme Vlakte, Province de Limpopo (22° 7′ 40″ S, 29° 39′ 20″ E)
- Point le plus au sud : Île Marion, Île-du-Prince-Édouard (46°58′55″S 37°49′45″E)
- Point le plus à l'ouest : Embouchure du fleuve Orange (près de la baie Alexander), Cap Nord (28°37′50″S 16°27′0″E)
- Point le plus à l'est : Île du Prince-Édouard (46°38′25″S 38°0′5″E)

Afrique du Sud (sans les îles du Prince-Édouard)
- Point le plus au nord : Au-dessus de la ferme Vlakte, Province de Limpopo (22° 7′ 40″ S, 29° 39′ 20″ E)
- Point le plus au sud : Cap Agulhas, Cap ouest (34°50′0″S 20°0′0″E)
- Point le plus à l'ouest : Embouchure du fleuve Orange (près de la baie Alexander), Cap Nord (28°37′50″S 16°27′0″E)
- Point le plus à l'est : Plage près du Mont Ouro (près de la baie Kosi), KwaZulu-Natal (26°51′30″S 32°53′30″E)

- Point le plus au sud-ouest: Cap de bon espoir, Cap ouest (34°21′25″S 18°28′26″E)
- Point le plus au sud-est : Point Shebeen, Cap est (32°34′20″S 28°33′4″E)

## Divisions régionales

### Highveld

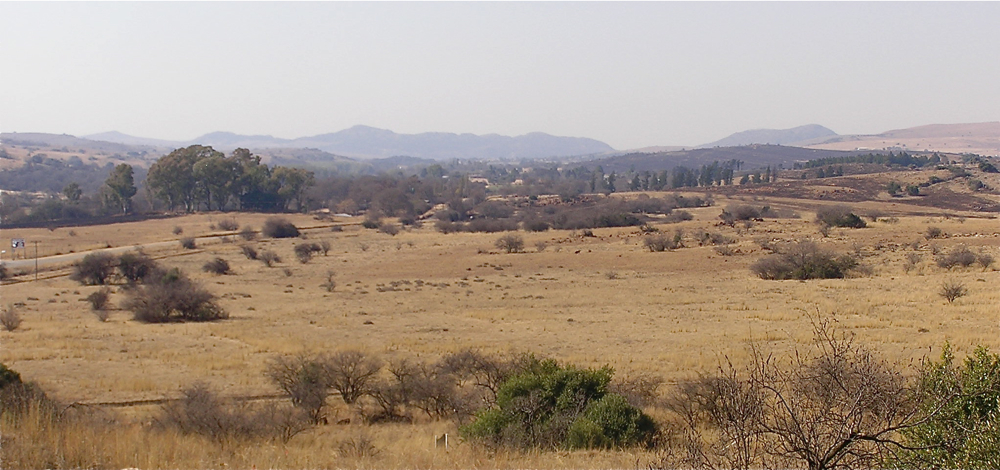
Highveld en hiver dans la province de Gauteng au nord de Johannesbourg. Les collines à l'arrière-plan sont les Magaliesberg, qui sont généralement considérées comme la limite nord locale du Highveld, avec le Bushveld au-delà.

Le plateau central est divisé en plusieurs régions distinctes, (bien qu'avec de vagues limites), principalement en raison de la répartition des précipitations en Afrique du Sud : humide à l'est et de plus en plus sèche et aride à l'ouest. La partie la plus humide et la plus fertile du plateau central est le Highveld, qui occupe la partie centrale du plateau. Elle se situe généralement entre 1 500 m et 2 100 m d'altitude, plus haut sur le bord de l'escarpement à l'est (le Mpumalanga Drakensberg), et en pente vers le sud et vers l'ouest. Sa limite sud est souvent considérée comme le fleuve Orange, d'où le prolongement du plateau qui est connu sous le nom de Grand Karoo, à l'exception d'une petite bande juste au sud du Lesotho qui est souvent incluse dans le Highveld. À l'ouest, le Highveld disparaît dans la savane sèche du Griqualand Ouest, au-delà de laquelle se trouve le désert du Kalahari. Cette frontière est très vague. Le Highveld englobe donc tout l'État libre et une bande adjacente des provinces au nord de celui-ci. Les précipitations annuelles se situent entre 400 et 1 200 mm et il s'agit essentiellement d'une plaine herbeuse plate. Une grande partie de la zone est consacrée à l'agriculture commerciale, mais elle contient également la plus grande agglomération d'Afrique du Sud dans la province de Gauteng, le centre de l'industrie de l'or. Mais il y a aussi d'importantes mines de charbon sur le Highveld qui sont associées aux principales centrales électriques d'Afrique du Sud.
Le terrain est généralement plat ou légèrement ondulé. Seules quelques crêtes rocheuses émergent de cette plaine : le dôme de Vredefort, la crête de Witwatersrand et le Magaliesberg juste au nord de Pretoria, d'où le Highveld cède la place au Bushveld au nord

### Lowveld

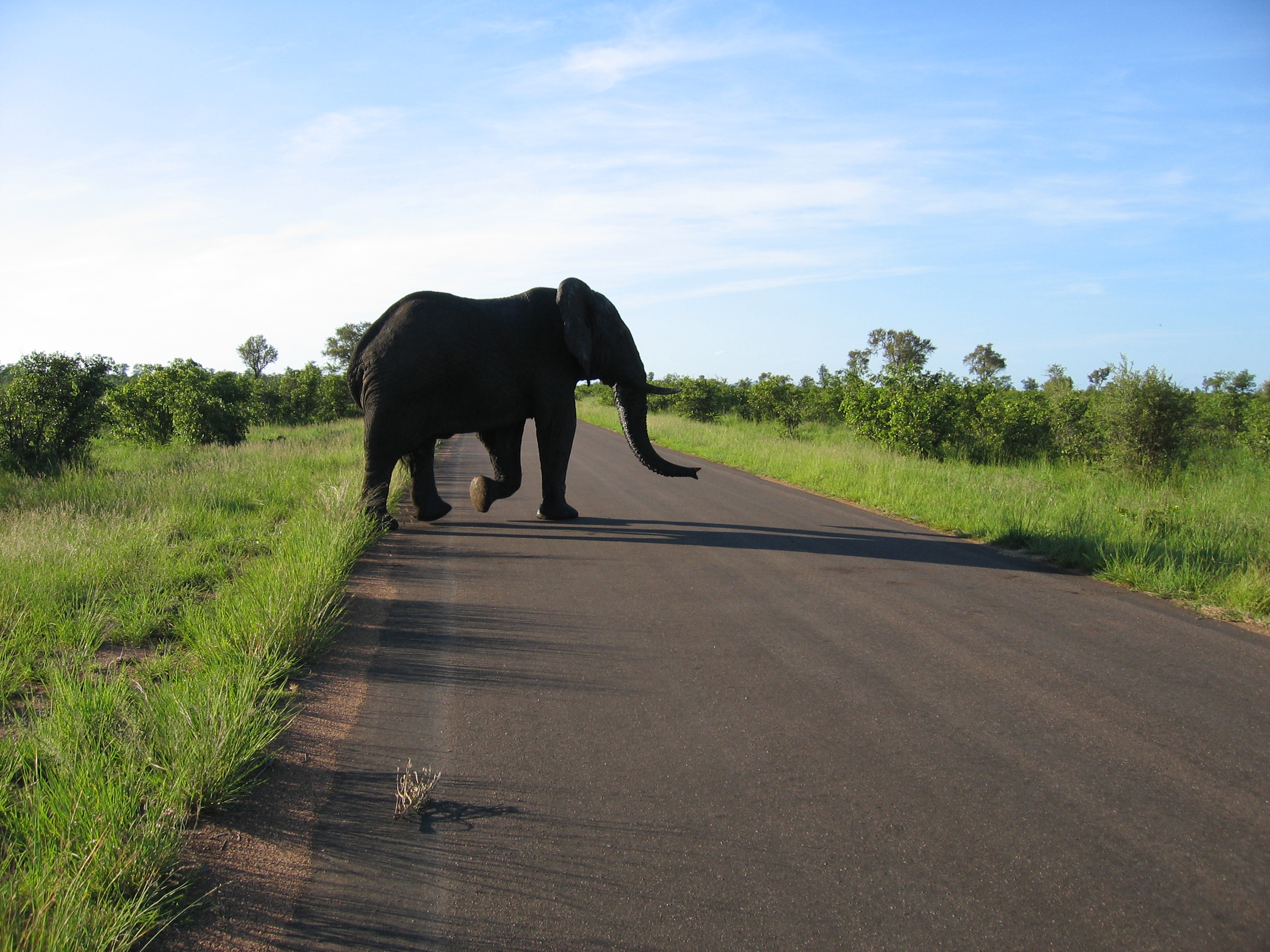
Un éléphant dans le parc national Kruger dans le Lowveld

La partie sud-africaine de la bande côtière entre le Limpopo et le Mpumalanga Drakensberg et l'océan, ainsi que la vallée du Limpopo, est appelée le Lowveld. Ces basses terres, situées à moins de 500 m d'altitude environ, forment la frontière nord de l'Afrique du Sud avec le Botswana et le Zimbabwe, où une vallée du rift, vieille de 180 millions d'années, s'effondre sur le plateau central de l'Afrique australe et érige localement le Grand Escarpement. Les fleuves Limpopo et Savé s'écoulent des hautes terres d'Afrique centrale vers l'océan Indien à l'est en passant par le Lowveld. Le Limpopo Lowveld s'étend vers le sud, à l'est de l'escarpement du Drakensberg à travers la province de Mpumalanga et finalement dans l'est de l'Eswatini. Cette partie sud du Lowveld est délimitée par la frontière sud-africaine avec le Mozambique à l'est et la partie nord-est du Drakensberg à l'ouest. Cette région est généralement plus chaude et moins intensément cultivée que le Highveld.  
Le Lowveld est autrefois connu sous le nom de « pays de la fièvre » parce que le paludisme, porté par les moustiques, est endémique dans presque toute la région. Avant le milieu du XXe siècle, le Lowveld abrite également la mouche tsé-tsé, qui transmet la maladie du sommeil aux humains et le nagana aux animaux, en particulier les chevaux des voyageurs qui tentent d'atteindre les champs aurifères de Highveld et Witwatersrand depuis Maputo.  
Le Lowveld est connu pour sa forte concentration de gros gibier, y compris les grands animaux, comme les éléphants d'Afrique, les rhinocéros, les buffles d'Afrique, les grands félins (lions, léopards et guépards), le zèbre des Plaines et une grande variété d'antilopes, tandis que les ruisseaux et zones humides du Lowveld sont un refuge pour les hippopotames et crocodiles. L'avifaune est également étonnamment abondante et variée. Cette faune est particulièrement concentrée dans le parc national de Kruger, situé dans les régions orientales de Lowveld des provinces de Mpumalanga et de Limpopo, le long de presque toute la frontière avec le Mozambique, mais on trouve également de nombreuses fermes et réserves privées de gibier ailleurs dans le Lowveld. 

### Bushveld

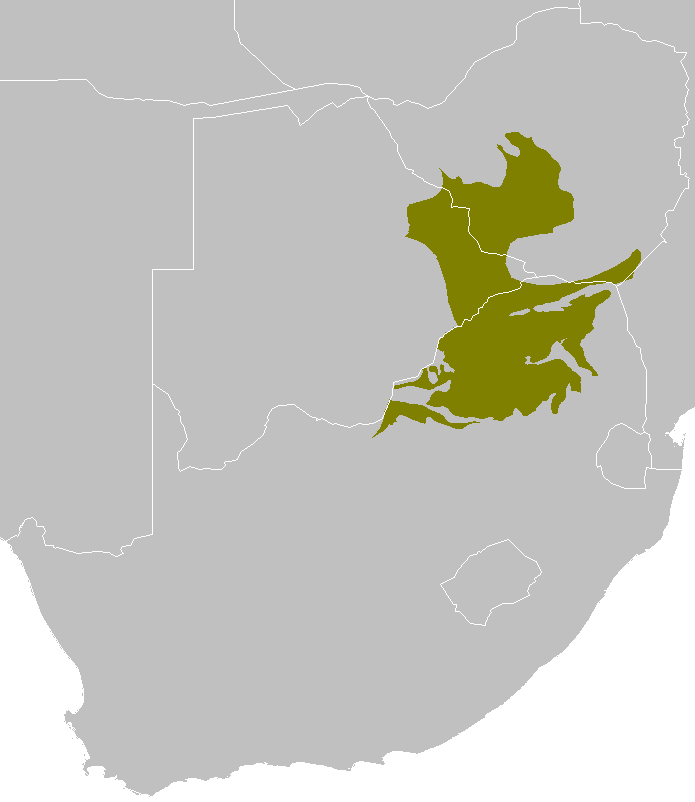
Une carte du biome du Bushveld dans le nord-est de l'Afrique du Sud. Définie botaniquement, elle comprend une grande partie du Lowveld, et est donc plus étendue que la région géographique généralement appelée le Bushveld.

Le Lowveld chevauche en partie une écorégion de savane sèche connue sous le nom de Bushveld, un bassin caractérisé par des prairies ouvertes avec des arbres et des buissons dispersés. L'altitude varie entre 600 m et environ 900 m. Le Bushveld est l'un des plus grands et des plus connus complexes de roches magmatiques ignés en couches au monde. Couvrant une superficie d'environ 350 km sur 150 km, le Bushveld renferme d'importants gisements de platine et de chrome ainsi que d'importantes réserves de cuivre, de fluorine, d'or, de nickel et de fer.  
La limite nord du Bushveld, où les plaines s'élèvent en une série de hauts plateaux et de chaînes de montagnes basses, forme la limite sud du Lowveld et de la vallée du Limpopo dans la province du Nord. Ces montagnes comprennent le Waterberg et la chaîne de montagnes Soutpansberg. La chaîne du Soutpansberg atteint une altitude de 1 700 m avant de se jeter dans la vallée du Limpopo et la frontière entre l'Afrique du Sud et le Zimbabwe. À l'ouest du Bushveld, le Highveld et le Lowveld sont le bassin sud du désert du Kalahari, qui borde la Namibie et le Botswana à une altitude comprise entre 600 m et 900 m.  

### Karoo

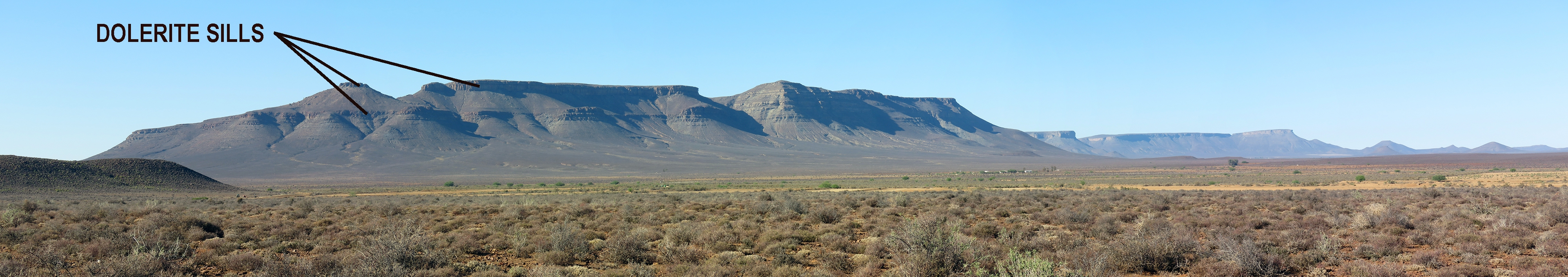
Les collines plates (appelées Karoo Koppies) sont très caractéristiques du paysage du sud et du sud-ouest du Grand Karoo (surtout sur le Plateau Central). Ces collines sont recouvertes de rebords durs et résistants à l'érosion en dolérite. Il s'agit de lave solidifiée qui a été forcée sous haute pression entre les strates horizontales des roches sédimentaires qui constituent l'essentiel de la géologie du Karoo. Cela s'est produit il y a environ 182 millions d'années, lorsque d'énormes volumes de lave ont été expulsés sur la majeure partie de l'Afrique australe et des régions adjacentes du Gondwana, tant en surface que profondément sous la surface, entre les couches sédimentaires. Le gonflement de ce qui deviendra plus tard l'Afrique australe annonça la rupture du Gondwana. Depuis cette extrusion massive de lave, l'Afrique australe a subi une longue période d'érosion qui a mis à nu les roches plus tendres, sauf là où elles étaient protégées par un chapeau de dolérite. Cette photographie a été prise dans la région ouest du Haut Karoo près de Calvinia. Notez la planéité générale des plaines arides entre les koppies.

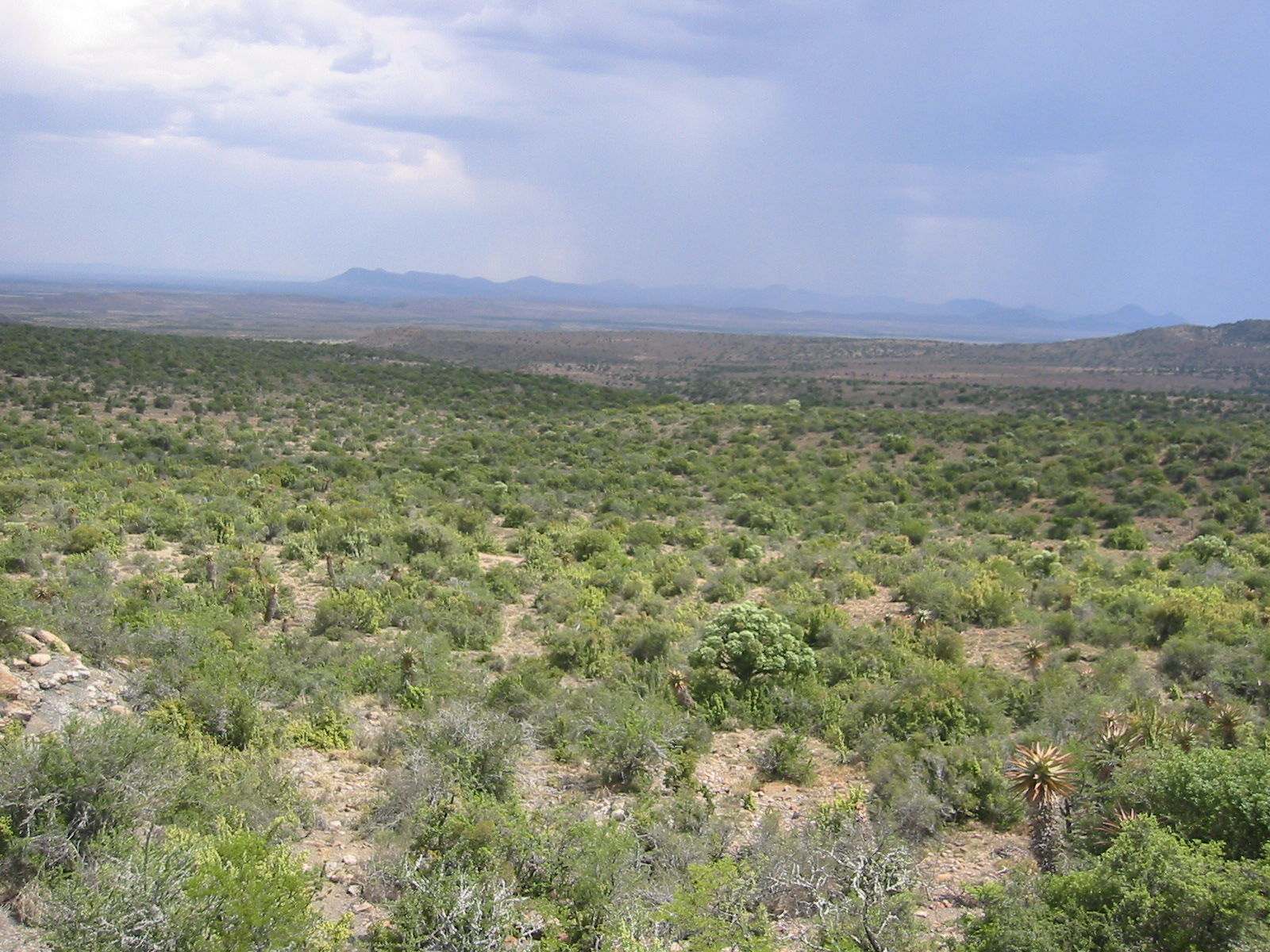
Paysage du Karoo, montrant la zone arbustive qui caractérise la plus grande partie du Karoo. La chaîne de montagnes au loin est la section Nuweberg de l'escarpement du Grand Escarpement. La vue s'étend du Karoo inférieur vers le nord.

La partie occidentale de l'Afrique du Sud, du côté intérieur des montagnes du Cap Fold, est dominée par le Grand Karoo, une région semi-désertique qui est divisée par le Grand Escarpement en deux parties : le Haut Karoo (à une altitude de 1 100 m - 1 600 m) et le Bas Karoo (à une altitude de 600 m - 800 m). Le petit Karoo est séparé du Grand Karoo par la chaîne de montagnes Swartberg. Au sud-ouest, parallèles à la côte, les montagnes de la Cape Fold Belt forment une série de chaînes en forme de "L" par une série nord-sud, et un autre ensemble est-ouest, avec la jonction entre les deux dans la péninsule du Cap. Les chaînes nord-sud, parallèles à la côte atlantique, comprennent le Cederberg et le Groot Winterhoek et ont des sommets de près de 2 000 m d'altitude. Les chaînes est-ouest, parallèles à la côte sud, comprennent le Swartberg et le Langeberg avec des sommets dépassant les 2 200 m. Les montagnes de la Cape Fold Belt forment les limites sud et ouest du Grand Karoo. Les autres frontières du Grand Karoo sont arbitraires et mal définies. Au nord, le Karoo se transforme en un Bushmanland encore plus aride. Au nord-est, le fleuve Orange est souvent considéré comme la frontière entre le Karoo et le Highveld. À l'est, le Karoo se fond dans les prairies des Midlands de l'Est.  
La ville de Sutherland est située dans la région de Roggeveld dans le Haut Karoo, avec des températures hivernales aussi basses que −15 °C, et est considérée comme l'endroit habité le plus froid en Afrique du Sud.  
Le Petit Karoo est séparé du Grand Karoo par la chaîne de montagnes Swartberg. Elle se trouve dans une vallée étroite (40-60 km de large) de 290 km de long dans les montagnes du Cap Fold, avec la chaîne Swartberg au nord et la chaîne Langeberg-Outeniqua au sud. Il est aussi aride que le Grand Karoo, sauf le long des contreforts du Swartberg, qui sont bien arrosés par les ruisseaux qui descendent en cascade dans les montagnes. Le Petit Karoo est le centre de l'industrie de l'élevage de l'autruche, en particulier autour de la ville d'Oudtshoorn.  

### KwaZulu-Natal

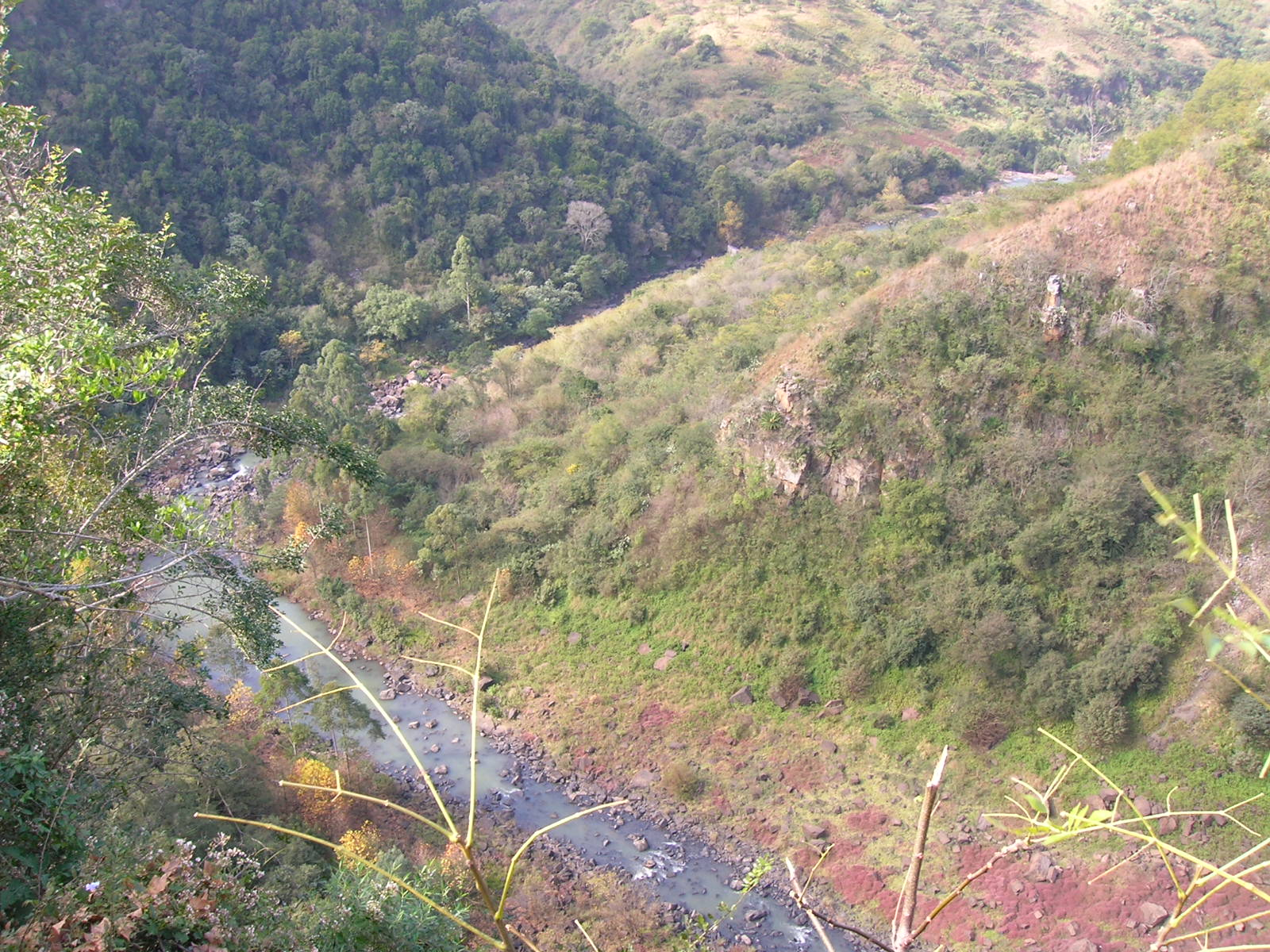
Vue de la vallée de la rivière Mngeni près des chutes Howick.

Le KwaZulu-Natal est une province d'Afrique du Sud située entièrement en dessous du Grand Escarpement, qui forme ses frontières ouest et sud-ouest. Elle fait donc partie du « Coastal Belt » sud-africain, qui s'étend sur une grande partie de cette région de plus de 220 km de large. La région peut être divisée en trois zones géographiques distinctes. La région des basses terres le long de la côte de l'océan Indien est extrêmement étroite au sud, s'élargissant au nord de la province, tandis que les Midlands du Natal central se composent d'un plateau vallonné de 1 000 m d'altitude, s'élevant à 1 500 m vers l'ouest, au pied du Grand Escarpement. Le grand escarpement, connu ici sous le nom de Drakensberg, ainsi que les monts Lebombo au nord forment les régions montagneuses de la province. 
Les régions côtières sont généralement couvertes de buissons subtropicaux, tandis que les ravins les plus profonds et les pentes raides des vallées fluviales abritent la forêt afromontane. Les terres du centre sont couvertes de prairies humides avec des parcelles isolées de la forêt afromontane. Le nord est essentiellement constitué d'un habitat de savane humide, tandis que la région du Drakensberg abrite principalement des prairies alpines. 

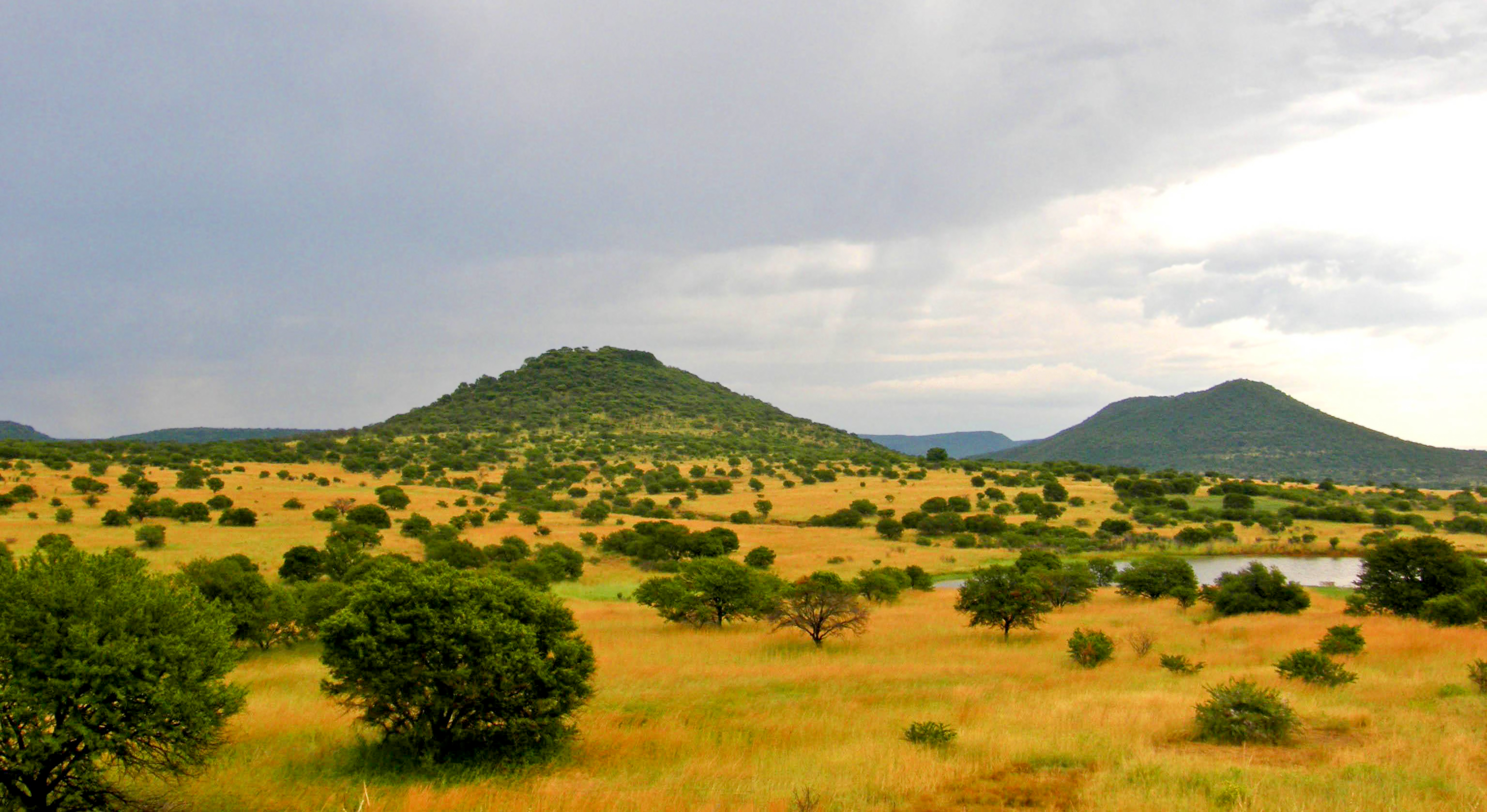
Savane des hautes terres près de Pietermaritzburg.

La plupart du KwaZulu-Natal Drakensberg se trouve à 2 000 m d'altitude, mais là où il forme la frontière avec le Lesotho, il culmine à plus de 3 000 m. Les monts Lebombo sont une longue chaîne étroite, pas beaucoup plus haute que 700 m, qui longe la frontière du Mozambique avec l'Afrique du Sud et l'Eswatini. Depuis l'Eswatini, la chaîne continue vers le sud-est sur environ 400 m dans le KwaZulu-Natal. 
Dans le Drakensberg, un grand nombre de rivières naissent. Elles ont creusé des vallées assez profondes, et parfois des gorges, dans le paysage du KwaZulu-Natal, donnant à la province un aspect très vallonné. La Vallée des Mille Collines, entre Durban et Pietermaritzburg, est particulièrement spectaculaire. La plus grande des rivières est la Tugela, dont une partie des eaux est pompée au-dessus de l'escarpement jusqu'au Highveld pour compléter l'approvisionnement en eau des grandes villes industrielles du Gauteng.
La province contient de riches zones de biodiversité d'une grande variété de flore et de faune. Le parc des zones humides d'iSimangaliso et le parc d'uKhahlamba Drakensberg ont été déclarés sites du patrimoine mondial par l'UNESCO. Le parc de zones humides d'iSimangaliso, ainsi que le parc de uKhahlamba Drakensberg et le parc de Ndumo, sont des zones humides d'importance internationale pour les espèces migratrices et sont désignés comme sites RAMSAR. L'Afrique du Sud a signé la Convention RAMSAR de 1971 pour tenter de conserver et de protéger les zones humides importantes en raison de leur importance pour les habitats et de nombreuses espèces.
La région bénéficie d'un climat varié et verdoyant grâce à sa topographie diversifiée et complexe. Généralement, la côte est subtropicale, les régions intérieures devenant progressivement plus fraîches en hiver, mais plus chaudes en été (sauf sur l'escarpement). Durban, sur la côte, enregistre des précipitations annuelles moyennes de 1 010 mm. La température moyenne à midi en été (janvier - mars) est de 28 °C, avec des températures minimales de 21 °C en début de matinée. En hiver (juin-août), la température maximale moyenne est de 23 °C, et la température minimale est de 11 °C. Les températures estivales à Pietermaritzburg sont semblables à celles de Durban, mais il fait beaucoup plus frais en hiver. La température à Ladysmith, plus à l'intérieur des terres, dans la vallée de la rivière Tugela, atteint 30 °C en été, mais peut descendre sous le point de gel en hiver, les soirs d'hiver. Le Drakensberg peut connaître de fortes chutes de neige hivernale, avec parfois de la neige légère sur les sommets les plus élevés en été. La région côtière du Zululand, au nord de la province, a un climat tropical avec de fortes humidités, supportant de nombreuses fermes de canne à sucre. 
Les plages du KwaZulu-Natal sont de qualité mondiale. Le climat chaud de la côte attire les visiteurs tout au long de l'année. Certains visiteurs viennent cependant pour la sardine run (« course à la sardine ») annuelle de la fin de l'automne ou du début de l'hiver le long de la côte du KwaZulu-Natal, au sud de Durban. Appelée « le plus grand banc de sardines du monde », la migration des sardines se produit lorsque des millions de sardines quittent leurs bancs de ponte au sud de la pointe de l'Afrique vers le nord, le long du littoral du Cap oriental en direction du KwaZulu-Natal. Les sardines suivent une route près de la côte, ce qui entraîne souvent l'échouage de nombreux poissons sur les plages. L'immense banc de petits poissons peut s'étendre sur plusieurs kilomètres ; il est la proie de milliers de prédateurs, y compris des poissons de chasse, des requins, des dauphins et des oiseaux marins. Habituellement, les hauts-fonds se séparent et les poissons disparaissent dans les eaux plus profondes autour de Durban. Les scientifiques n'ont pas été en mesure de répondre à de nombreuses questions concernant cet événement saisonnier exceptionnel.  

### Bushmanland

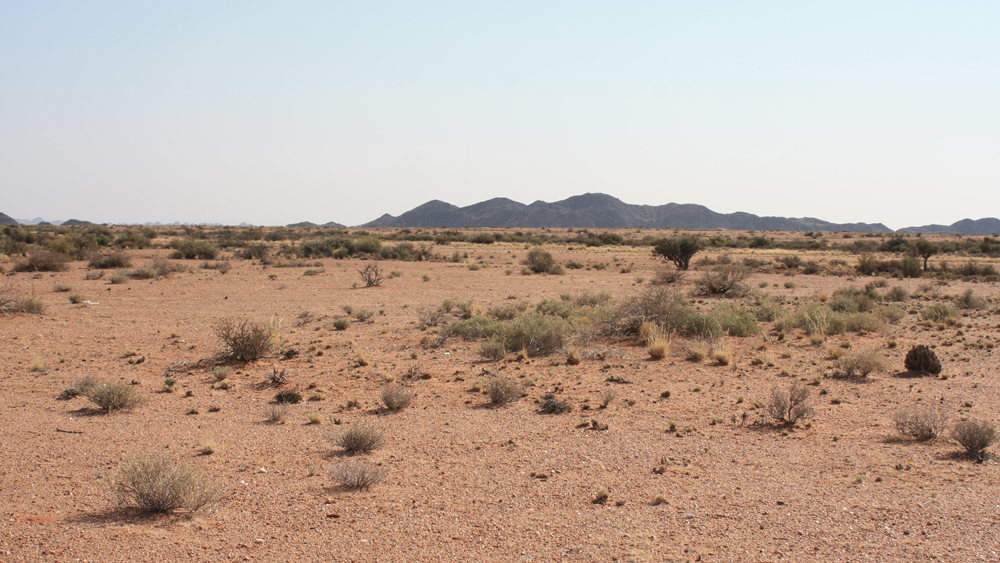
Paysage typique de Bushmanland, soulignant son aridité et la planéité générale de la pénéplaine. Les collines à l'arrière-plan sont formées d'intrusions ou de digues d'âge inconnu, mais probablement très ancien, résistant à l'érosion, semblables à la dolérite, qui ont partiellement résisté à l'érosion du reste du Bushmanland au cours des 150 derniers millions.

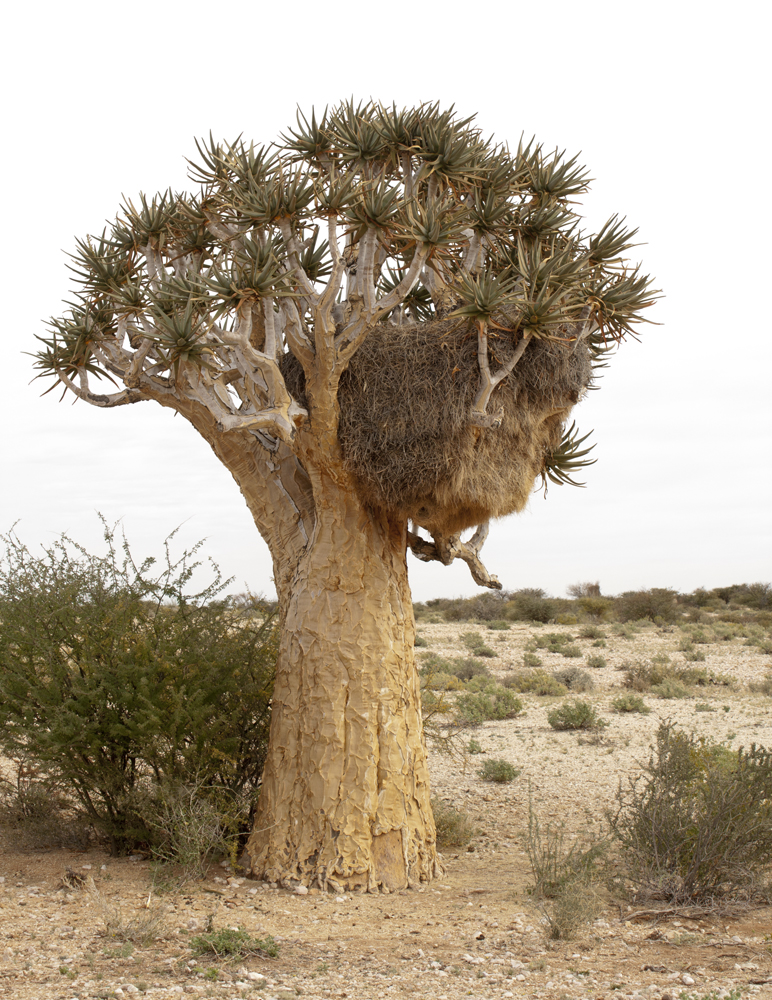
Le républicain social (Philetairus socius) niche dans cet arbre le Carquois (ou Kokerboom), (Aloe dichotoma). Le carquois n'est présent que dans le Bushmanland et les régions voisines du Namaqualand et du sud de la Namibie, généralement très dispersés dans le paysage aride, mais parfois dans des peuplements assez denses pour être qualifiés de forêts, par exemple à la périphérie de Kenhardt,. Les nids du républicain social sont très caractéristiques de Bushmanland, mais habituellement sur les poteaux téléphoniques le long des routes. En l'absence de poteaux téléphoniques dans les plaines sans arbres de Bushmanland, les arbres du Carquois sont les sites de nidification préférés du républicain social.

Bushmanland est une zone aride à l'intérieur des terres à partir du Namaqualand (voir ci-dessous). Sa frontière nord est le fleuve Orange, derrière lequel se trouve la Namibie. Dans le sud, il s'incline vers le nord-ouest du Grand Karoo. À l'ouest se trouve Griqualand Ouest. C'est probablement la région la plus hostile d'Afrique du Sud, en raison de son aridité, de son sol infertile et de ses eaux souterraines très salées. Avec le désert du Kalahari au nord-est, ses précipitations sont les plus variables (en pourcentage d'écart par rapport à la moyenne annuelle), et sa plage de températures est la plus importante (différence entre la température moyenne en janvier et en juillet) en Afrique du Sud. Par contre, sa faune et sa flore, bien que clairsemées, sont d'un grand intérêt. Bien que le veld soit trop aride pour fleurir comme celui de la côte ouest du Namaqualand, même lorsqu'il pleut un peu au printemps, ce qui apparaît est très inhabituel et souvent d'une beauté obsédante.   
Une mine de métaux communs très productive située sur la ferme Aggeneys près de la route N14 entre Upington et Springbok exploite un minerai riche en zinc, plomb, cuivre et argent depuis 1977. Tout près, à l'est, se trouve Ghaamsberg, qui renferme de très grands gisements de zinc, mais le minerai est à faible teneur et, par conséquent, non rentable à l'heure actuelle pour une exploitation minière à grande échelle.  
Vaalputs, un dépôt de déchets nucléaires, est situé entre Bushmanland et le nord-ouest du Grand Karoo, et sert de réserve naturelle de facto.  

### Namaqualand
Il s'agit de la région aride le long de la côte nord-ouest de l'Afrique du Sud (vers le nord à partir d'environ 31° de latitude sud), en partie au-dessus et en partie au-dessous du grand escarpement. La région s'étend jusqu'en Namibie, au nord du fleuve Orange, où elle est connue sous le nom de « Great Namaqualand », ou « Namaland ». La partie sud-africaine du Namaqualand est connue sous le nom de « Little Namaqualand », et fait partie de la province du Cap Nord. La région est peu peuplée, principalement de personnes parlant afrikaans, de descendance Nama et Khoïkhoï. Les langues originales du Nama et du Khoikhoi ne sont parlées que dans quelques régions éloignées. Les principales activités économiques sont l'exploitation minière et la pêche le long de la côte.   
Certaines des villes les plus importantes de la région sont Springbok, la capitale de la région, ainsi que Kleinzee et Koingnaas, deux villes minières privées appartenant à De Beers Diamond Mines. Cette région est riche en diamants alluviaux, déposés le long de la côte par le fleuve Orange. Oranjemund est une autre ville minière le long de cette côte, située en Namibie, mais très proche de la frontière. Comme son nom l'indique, c'est à l'embouchure du fleuve Orange que se trouve la frontière entre l'Afrique du Sud et la Namibie.   

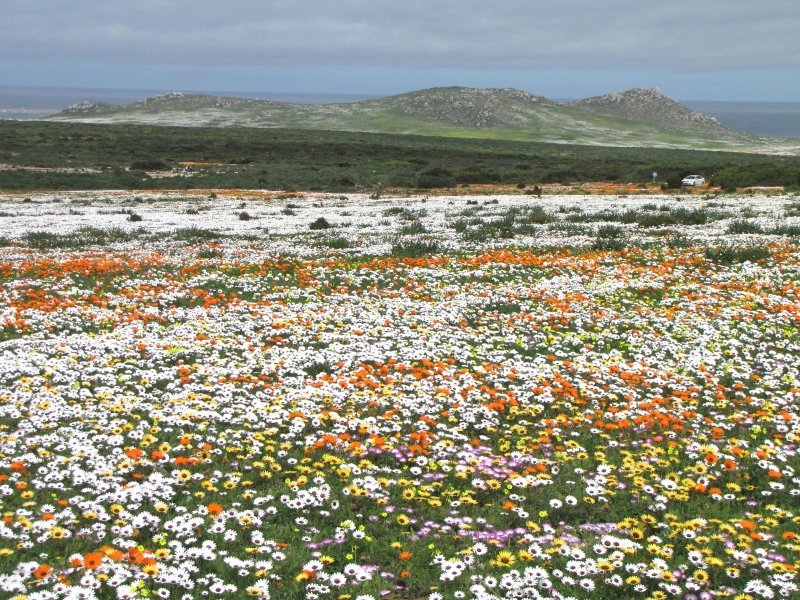
Fleurs au printemps à Namaqualand

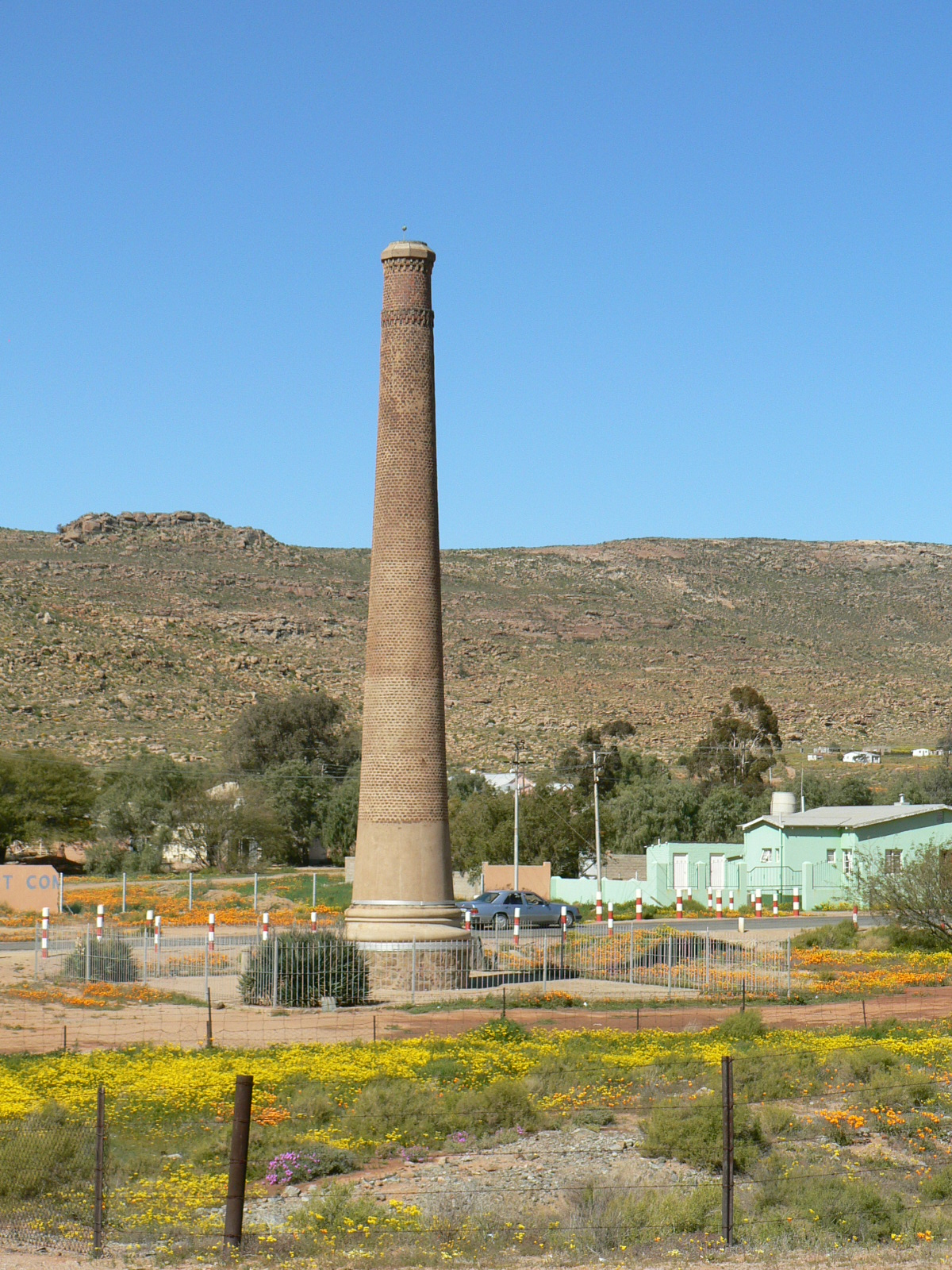
Puits de ventilation construit par la Cape Copper Mining Company en 1880 à Okiep.

La ville d'Alexander Bay est située de l'autre côté de l'embouchure de la rivière (c'est-à-dire en Afrique du Sud) et est reliée à Oranjemund par le pont Ernest Oppenheimer. D'autres liens traversant la rivière plus en amont sont un ponton réintroduit à Sendelingsdrift dans le parc national du Richtersveld, et des ponts routiers à Vioolsdrif (le principal passage frontalier entre les deux pays) et au poste frontière isolé d'Onseepkans. On trouve une industrie de la pêche dynamique le long de cette partie de la côte ouest sud-africaine, en particulier à port Nolloth, qui est aussi une ville de repos importante pour ceux qui vivent dans l'intérieur du pays (par exemple Gauteng) et Hondeklipbaai, (ou Dogstonebay) ainsi appelé en raison du grand rocher qui ressemble à un chien assis devant la ville.   
Les bracelets de cuivre portés par les Khoïkhoï suscitèrent l'intérêt des fonctionnaires néerlandais de la colonie hollandaise établie par Jan van Riebeeck au Cap en 1652. Plusieurs expéditions ont donc été organisées pour trouver la source de ce cuivre. Un puits de mine a été creusé en 1685 dans les « Montagnes de cuivre » au nord du Namaqualand, encore visible près de la mine désaffectée de Carolusberg à quelques kilomètres à l'est de Springbok. Cependant, l'exploitation minière commerciale n'a commencé qu'en 1859 et, au cours des 140 années suivantes, de grandes quantités de minerai ont été extraites de 23 mines de la région. Springbok et les villes environnantes (Nababeep et Okiep) étaient le centre de cette activité minière. Cependant, au début des années 2000, la dernière mine a été fermée. Cependant, environ 115 km plus à l'intérieur des terres, à Bushmanland (voir ci-dessus), une nouvelle grande mine extrait du cuivre, du plomb, du zinc et de l'argent des gisements « Black Mountain » (initialement « Swartberg ») à Aggeneys depuis 1977. Le granit à haute teneur est extrait à plusieurs endroits (par exemple près de Kamieskroon et Concordia) dans ce paysage riche en granit.   
Le Namaqualand est populaire auprès des touristes locaux et internationaux au début du printemps (août-septembre), lorsque, pendant une courte période, cette région normalement aride se couvre d'un kaléidoscope de couleurs pendant la saison de floraison. Une partie du Petit Namaqualand, connu sous le nom de Richtersveld, est un parc national et un site du patrimoine mondial, tandis que le parc national de Namaqua et la réserve naturelle de Goegap sont situés à courte distance de Kamieskroon et Springbok, respectivement.

### Environnement océanique

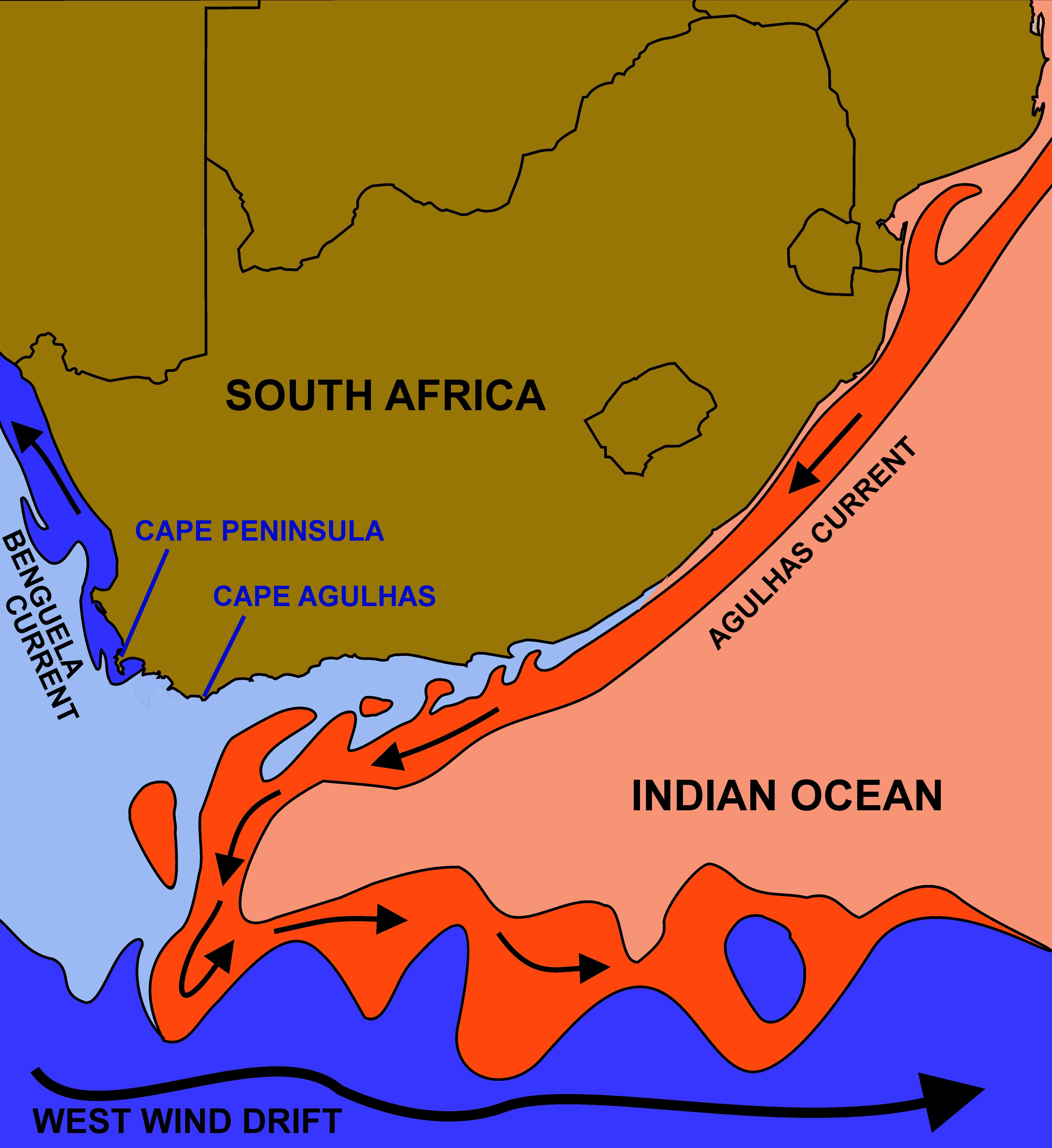
Les cours du courant chaud des Agulhas (rouge) le long de la côte est de l'Afrique du Sud, et le courant froid de Benguela (bleu) le long de la côte ouest. Il est à noter que le courant de Benguela ne provient pas des eaux antarctiques de l'océan Atlantique Sud, mais des remontées d'eau des profondeurs froides de l'océan Atlantique contre la côte ouest du continent. Les deux courants ne se rencontrent nulle part le long de la côte sud de l'Afrique.

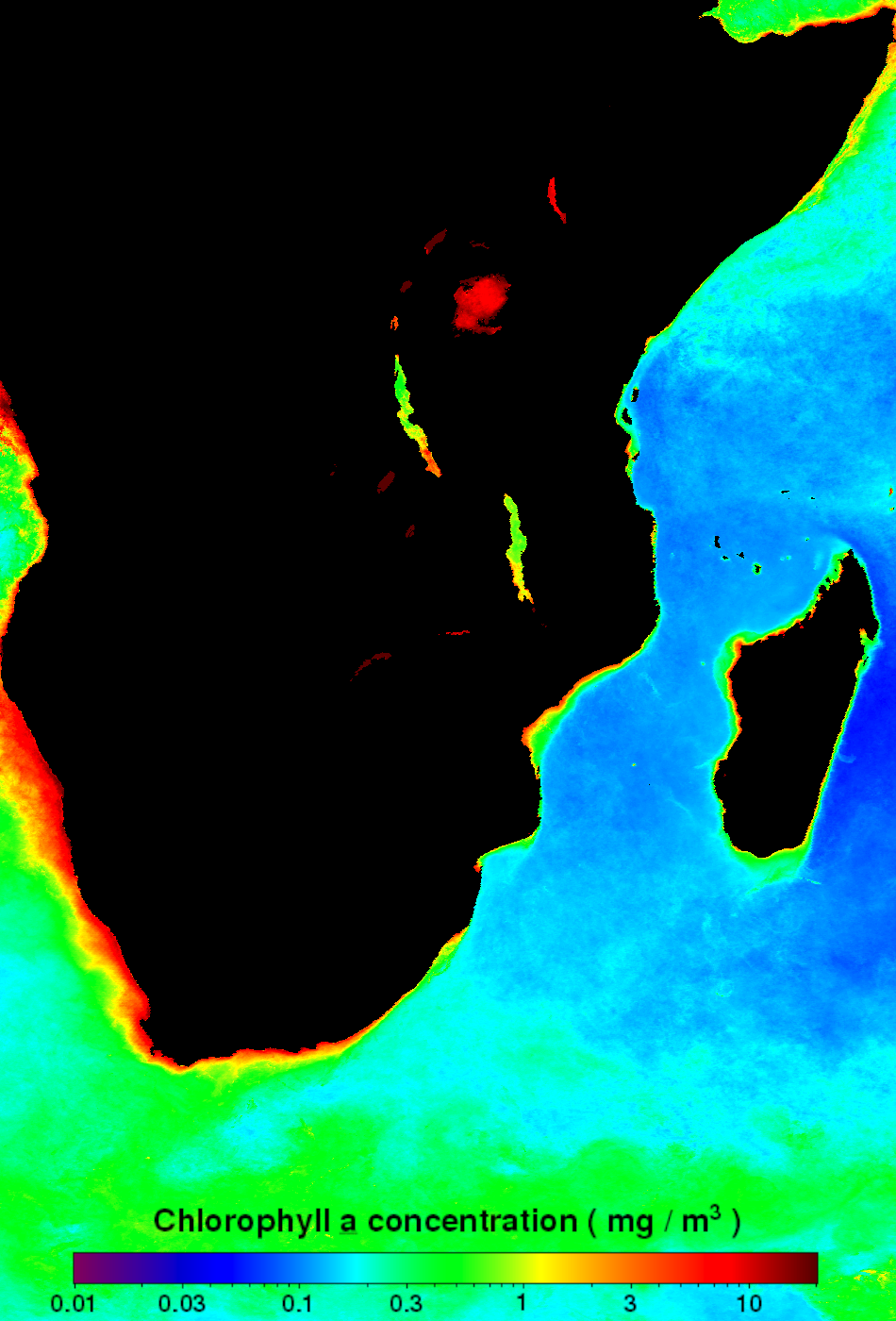
La concentration de chlorophylle (ou densité de plancton) dans les océans entourant l'Afrique australe. Notez la très forte densité de plancton (la couleur rouge) dans les eaux froides au large de la côte ouest. La température de l'eau et sa fertilité sont dues à sa remontée, le long de la côte.

La grande majorité de la frontière de l'Afrique du Sud est constituée de l'océan - ou de deux océans - qui, selon l'Organisation hydrographique internationale, se rencontrent officiellement au Cap Agulhas, la pointe la plus australe de l'Afrique,. Son territoire comprend les îles Marion et Prince Edward, à près de 2 000 km au sud du Cap, dans l'océan Indien subantarctique.
Le courant froid du Benguela est un courant de remontée riche en minéraux, qui s'écoule vers le nord le long de la côte ouest, après être remonté des profondeurs froides de l'océan Atlantique. Le plancton pousse dans ces eaux fertiles et supporte un grand nombre de poissons, et donc une industrie de la pêche prospère (dans le passé). Toutefois, la surpêche a réduit l'importance de cette industrie de la pêche, tant pour l'économie locale que pour l'économie du pays. La côte est a le courant nord-sud Mozambique/Agulhas, qui fournit des eaux chaudes. Ces deux courants ont un effet majeur sur le climat du pays, l'évaporation rapide des mers orientales fournissant des précipitations généreuses tandis que le courant de Benguela retient son humidité pour créer des conditions désertiques à l'ouest.
Plusieurs petites rivières se jettent dans la mer le long de la côte, mais aucune n'est navigable et aucune n'offre de ports naturels utiles. La côte elle-même, assez lisse, n'offre qu'un seul bon port naturel dans la baie de Saldanha, au nord de Cape Town. Cependant, le manque d'eau douce a empêché l'installation permanente jusqu'à une date relativement récente. La baie du Natal ressemble, sur la carte, à un bon port naturel, mais, à l'état naturel, elle était sèche à marée basse. Néanmoins, il existe maintenant des ports très fréquentés au Cap, à Port Elizabeth, à East London, à Durban dans la baie du Natal, et à Richards Bay. La baie de Saldanha est aujourd'hui un port important à l'extrémité de la ligne ferroviaire Sishen-Saldanha pour l'exportation du minerai de fer de l'intérieur.

## Climat

Carte d'Afrique du Sud des zones de classification climatique de Köppen

L'Afrique du Sud est en grande partie un pays aride, la plupart de ses régions occidentales étant semi-désertiques. Les précipitations augmentent dans l'est (le Highveld, le KwaZulu-Natal et les Midlands de l'est) et tombent principalement en été. L'étroite bande côtière sud reçoit des précipitations toute l'année à l'est (Garden Route) et des précipitations hivernales à l'ouest (sur la péninsule du Cap et ses environs). Les étés sont doux à chauds, tandis que les températures hivernales peuvent varier, selon la localité, du froid au grand froid. Ainsi, le Karoo, qui occupe une grande partie du plateau central occidental, a un climat extrêmement chaud en été et très froid en hiver. En revanche, la côte orientale de l'océan Indien est luxuriante, bien arrosée et réchauffée par le courant du Mozambique ; des parcelles de mangroves d'Afrique australe poussent le long de cette côte.
La côte sud, dont une partie est connue sous le nom de Route des Jardins, est tempérée et verte. La péninsule du Cap et ses environs ont un climat méditerranéen, avec des hivers frais et humides et des étés chauds et secs (qui deviennent plus chauds dans les vallées intérieures). La neige tombe souvent en hiver sur les hauteurs des monts Cape Fold, en hiver. La péninsule du Cap est réputée pour son vent : le « Sud-est » sec qui souffle presque sans cesse en été (décembre-février), et le « Nord-Ouest » qui accompagne les fronts froids qui arrivent de l'Atlantique en hiver (juin-août). La végétation de la région du Cap se compose de fynbos, de prairies et de fourrés d'Albany. 

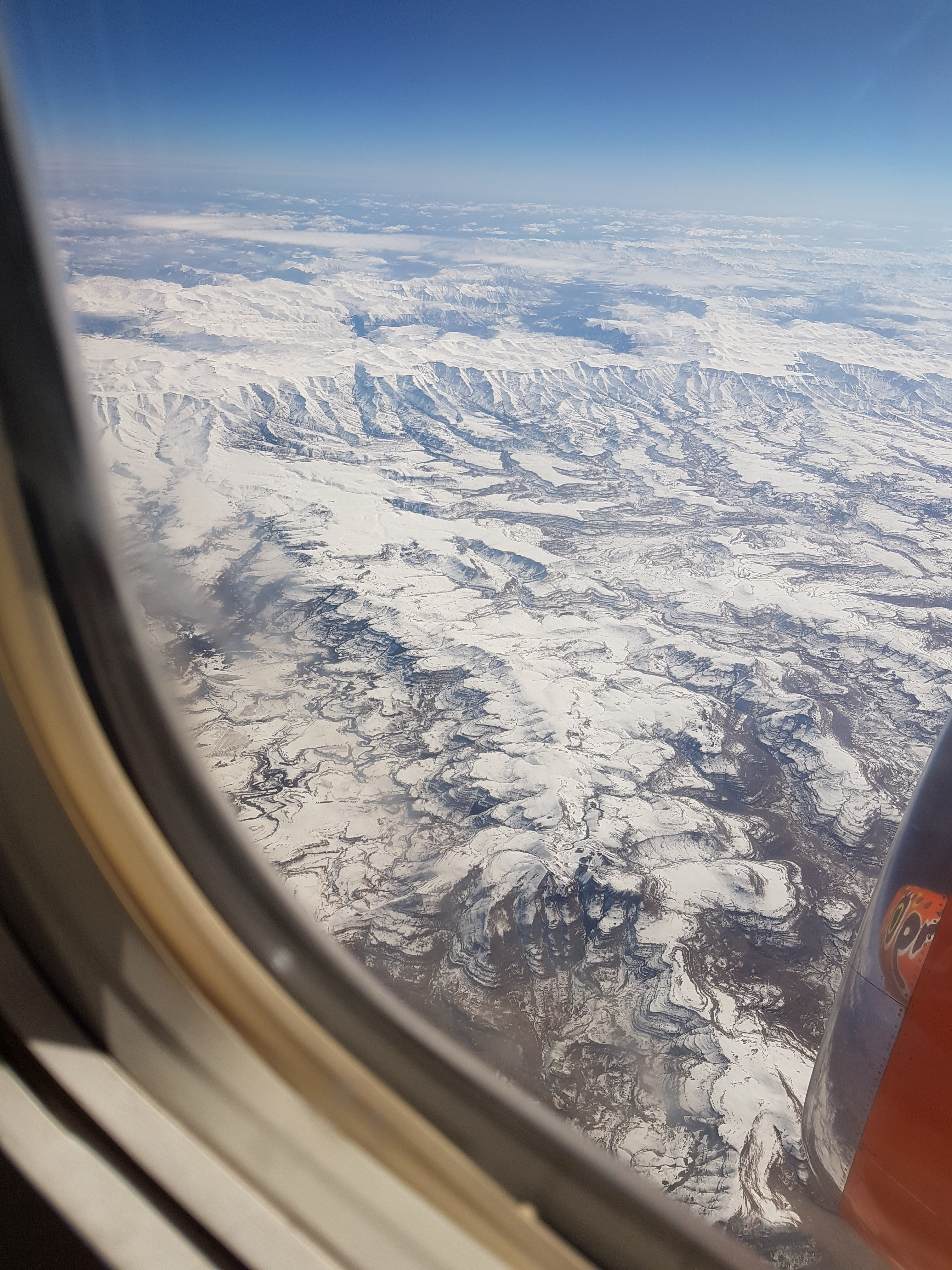
Vue aérienne du Drakensberg en hiver.

La partie orientale du Karoo ne s'étend pas aussi loin au nord que la partie occidentale, laissant la place au paysage plat de l'État libre, qui - bien qu'encore semi-aride - reçoit un peu plus de pluie. Au nord de la rivière Vaal, le Highveld est mieux arrosé, avec une pluviométrie annuelle de 760 mm et une altitude élevée (environ 1 750 m) qui atténue l'extrême chaleur d'une zone intérieure à cette latitude. Les hivers sont froids, mais la neige est rare. 
Plus loin au nord et à l'est, surtout là où une chute d'altitude au-delà de l'escarpement donne son nom au Lowveld, la température augmente. Le tropique du Capricorne traverse l'extrême nord. Ici, on trouve le Bushveld sud-africain typique.
Il y a du ski en hiver dans les régions de haute montagne : les montagnes du Drakensberg qui forment l'escarpement oriental le long de la frontière KwaZulu-Natal/Lesotho, et sur les montagnes de la rivière Hex River du Cape Fold Belt, mais l'endroit le plus froid du pays est Sutherland dans la région occidentale Roggeveld du Haut Karoo avec des températures minimales de −15 °C en plein hiver. L'intérieur profond fournit les températures les plus chaudes : en 1948, le mercure a atteint 51,7 °C dans le nord du Cap Kalahari, près d'Upington.

## Problèmes environnementaux
Depuis les années 1970, l'Afrique du Sud a perdu une grande partie de son habitat naturel, principalement en raison de la surpopulation, de l'étalement urbain et de la déforestation au XIXe siècle. L'Afrique du Sud est l'un des pays les plus touchés au monde par l'invasion d'espèces exotiques dont beaucoup (par exemple, l'acacia noir, l'Acacia saligna, le Hakea, le Lantana et le Jacaranda) constituent une menace importante pour la biodiversité indigène et les ressources en eau déjà rares. La forêt tempérée originelle trouvée par les premiers colons européens a été exploitée sans pitié jusqu'à ce qu'il ne reste que de petites parcelles. Actuellement, les feuillus sud-africains comme le Real Yellowwood (Podocarpus latifolius), le Stinkwood (Ocotea bullata), et le black ironwood (Olea capensis) sont sous protection du gouvernement sud africain. Les statistiques du département sud-africain des affaires environnementales montrent que le nombre record de rhinocéros tués en 2014 est de 1 215. 
Le changement climatique devrait entraîner un réchauffement et un assèchement considérables dans une grande partie de cette région déjà semi-aride, avec une fréquence et une intensité accrues de phénomènes météorologiques extrêmes tels que les canicules, les inondations et la sécheresse. Selon la modélisation du climat produite par l'Institut national sud-africain de la biodiversité, certaines parties de l'Afrique australe verront la température augmenter d'environ un degré Celsius le long de la côte pour atteindre plus de quatre degrés Celsius dans l'arrière-pays déjà chaud comme le Cap Nord à la fin du printemps et en été d'ici 2050. Le royaume floral du Cap, identifié comme l'un des points chauds de la biodiversité mondiale, devrait être très durement touché par le changement climatique. La sécheresse, l'augmentation de l'intensité et de la fréquence des incendies et l'augmentation des températures devraient pousser de nombreuses espèces rares vers l'extinction.
De multiples entités s'emploient à lutter contre les effets de la dégradation et de la sécheresse. Dans la région de Port Elizabeth, l'ONG nationale Living Lands, en coopération avec une compagnie d'assurance agricole, a planté 3,7 millions d'arbres à la fin de 2015, afin de restaurer le système de captage d'eau et de stopper l'érosion.